# マックスジョリー
マックスジョリー（1990年4月26日 - 1997年4月22日）は、日本の競走馬・繁殖牝馬。1993年に桜花賞とオークスでともに3着の成績を残し、1994年より繁殖牝馬となったが、1997年の初産駒である牝駒の出産の際に死亡した。

## 経歴

### 生い立ち
1990年、北海道浦河町の酒井牧場にて生まれる。父は前年度に桜花賞優勝馬シャダイカグラを出していたロベルト系のリアルシャダイ、母は1987年の二冠牝馬マックスビューティで、その初年度産駒である。同期生産馬には後にエリザベス女王杯に優勝、さらにダート戦線で活躍し「砂の女王」と称されるホクトベガがいた。牧場時代、マックスビューティの子である本馬は「マコ」、タケノファルコンの子であるホクトベガは「タケコ」と呼ばれて育った。

### 戦績
競走年齢の3歳に達した1992年、母も管理した伊藤雄二厩舎へ入り、同年8月に函館開催の新馬戦でデビュー。やはり母に騎乗した柴田政人を鞍上に、2着に4馬身差を付けての逃げきりで初戦勝利を挙げた。続くクローバー賞ではスタートで立ち後れて道中最後方から進み、インターマイウェイの2着となる。その後は重賞の函館3歳ステークスを除外され、10月にサフラン賞へ出走。2着に4馬身差をつけての2勝目を挙げ、クラシック候補に挙げられた。しかし、競走4日後に右前脚の剥離骨折が判明し休養。3歳時に重賞タイトルはなかったが、『優駿』1993年2月号に掲載された'92年度のフリーハンデでは、3歳牝馬チャンピオンのスエヒロジョウオーなどと並んで3歳牝馬トップの53kgが与えられていた。
翌1993年3月の復帰戦・アネモネステークスでは逃げたヤマヒサローレルを捕らえきれなかったものの2着となり、クラシック初戦・桜花賞への優先出走権を得た。
4月11日の桜花賞では、前哨戦のチューリップ賞を勝ったベガが1番人気に支持され、マックスジョリーは2番人気となった。スタートが切られると柴田マックスジョリーは先行するベガをマークしながら進み、最後の直線でユキノビジンと並んでかわしにいったものの、ベガ、ユキノビジンにクビ、クビ差の3着と敗れた。なお、マックスジョリーとの「幼なじみ対決」が注目されたホクトベガは5着であった。
牝馬クラシック二冠目・オークス（5月23日）では、桜花賞から800m延びる2400mという距離が血統的に向くとみられ、ベガに迫る2番人気となった。レースでは桜花賞と同じように好位でベガをマークしながら進んだが、最後の直線では同馬に遅れ、さらにいったん先頭に立ったユキノビジンもかわせず、桜花賞に続き3着となった。
その後は秋に備えて社台ファーム千歳で休養に入ったが、この最中、3歳時に骨折した患部に骨片が残っているのが見つかり、除去手術が行われた。これにより復帰予定は延び、母が2着に敗れた牝馬三冠最終戦・エリザベス女王杯への出走は不可能となる。エリザベス女王杯はホクトベガが三冠を目指したベガを退けて優勝した。その後、マックスジョリーは5歳となった1994年夏に札幌での復帰を視野に入れていたが、その最中に腸骨を骨折し、復帰を断念。故郷・酒井牧場で繁殖入りした。

### 繁殖牝馬として
初年度にはラストタイクーンと交配されたが流産。2年目にはデインヒルと交配され無事に受胎した。翌1997年4月22日、マックスジョリーは牝馬を出産したが、この際に子宮大動脈破裂を生じ、そのまま死亡した。8歳没。牧場では腸骨の骨折が出産に影響するのではないかと危惧していたといい、それが現実化した形となった。なお、19日前の4月3日には、国内ダート戦線で無敵を誇っていたホクトベガが国外遠征のドバイワールドカップ競走中に骨折、安楽死処分となっており、酒井牧場には悲報が相次ぐことになった。
マックスジョリーは酒井牧場が基礎牝馬として考えていたマックスビューティの唯一の牝駒であったことから、その遺児であるデインヒル産駒・ビューティソングは大事をとって競走馬としては使われず、繁殖牝馬となった。2014年、その第8仔であるココロノアイはアルテミスステークスを制し、マックスビューティの子孫から初めての重賞勝利馬となった。ココロノアイも引退後に酒井牧場へ戻って繁殖牝馬となり、マックスビューティの血統を継承している。

## 競走成績
以下の内容は、netkeiba.comおよびJBISサーチに基づく。
| 年月日 | 年月日 | 年月日 | 競馬場 | レース名     | 格  | 頭数 | 枠番 | 馬番 | 人気 | 着順 | 距離（状態）  | タイム | 着差   | 騎手     | 斤量（kg） | 勝ち馬/（2着馬）       |
| 1992.  | 8.     | 8      | 函館   | 3歳新馬      |     | 7    | 1    | 1    | 1    | 1着  | 芝1000m（重） | 58.9   | -0.7秒 | 柴田政人 | 53         | （ノーザンスクリーン） |
|        | 8.     | 30     | 函館   | クローバー賞 | OP  | 11   | 4    | 4    | 1    | 2着  | 芝1200m（稍） | 1:11.5 | 0.2秒  | 柴田政人 | 53         | インターマイウェイ     |
|        | 10.    | 10     | 東京   | サフラン賞   | 500 | 14   | 8    | 13   | 1    | 1着  | 芝1400m（良） | 1:22.7 | -0.7秒 | 柴田政人 | 53         | （テンパレートレディ） |
| 1993   | 3.     | 6      | 阪神   | アネモネS    | OP  | 16   | 3    | 5    | 1    | 2着  | 芝1400m（良） | 1:23.2 | 0.2秒  | 柴田政人 | 54         | ヤマヒサローレル       |
|        | 4.     | 11     | 阪神   | 桜花賞       | GI  | 18   | 6    | 11   | 2    | 3着  | 芝1600m（良） | 1:37.3 | 0.1秒  | 柴田政人 | 55         | ベガ                   |
|        | 5.     | 23     | 東京   | 優駿牝馬     | GI  | 18   | 3    | 6    | 2    | 3着  | 芝2400m（良） | 2:27.6 | 0.3秒  | 柴田政人 | 55         | ベガ                   |

## 血統表
| マックスジョリーの血統                  | マックスジョリーの血統                                         | マックスジョリーの血統 | （血統表の出典） | （血統表の出典） |
| 父系                                    | ロベルト系                                                     | ロベルト系             | ロベルト系       | [ § 2 ]          |
| 父 *リアルシャダイ 1979 黒鹿毛 アメリカ | 父の父Roberto 1969 鹿毛 アメリカ                               | Hail to Reason         | Turn-to          | Turn-to          |
| 父 *リアルシャダイ 1979 黒鹿毛 アメリカ | 父の父Roberto 1969 鹿毛 アメリカ                               | Hail to Reason         | Nothirdchance    |                  |
| 父 *リアルシャダイ 1979 黒鹿毛 アメリカ | 父の父Roberto 1969 鹿毛 アメリカ                               | Bramalea               | Nashua           | Nashua           |
| 父 *リアルシャダイ 1979 黒鹿毛 アメリカ | 父の父Roberto 1969 鹿毛 アメリカ                               | Bramalea               | Rarelea          |                  |
| 父 *リアルシャダイ 1979 黒鹿毛 アメリカ | 父の母Desert Vixen 1970 黒鹿毛 アメリカ                        | In Reality             | Intentionally    | Intentionally    |
| 父 *リアルシャダイ 1979 黒鹿毛 アメリカ | 父の母Desert Vixen 1970 黒鹿毛 アメリカ                        | In Reality             | My Dear Girl     |                  |
| 父 *リアルシャダイ 1979 黒鹿毛 アメリカ | 父の母Desert Vixen 1970 黒鹿毛 アメリカ                        | Desert Trial           | Moslem Chief     | Moslem Chief     |
| 父 *リアルシャダイ 1979 黒鹿毛 アメリカ | 父の母Desert Vixen 1970 黒鹿毛 アメリカ                        | Desert Trial           | Scotch Verdict   |                  |
| 母 マックスビューティ 1984 鹿毛 日本    | 母の父*ブレイヴェストローマン Bravest Roman 1972 鹿毛 アメリカ | Never Bend             | Nasrullah        | Nasrullah        |
| 母 マックスビューティ 1984 鹿毛 日本    | 母の父*ブレイヴェストローマン Bravest Roman 1972 鹿毛 アメリカ | Never Bend             | Lalun            |                  |
| 母 マックスビューティ 1984 鹿毛 日本    | 母の父*ブレイヴェストローマン Bravest Roman 1972 鹿毛 アメリカ | Roman Song             | Roman            | Roman            |
| 母 マックスビューティ 1984 鹿毛 日本    | 母の父*ブレイヴェストローマン Bravest Roman 1972 鹿毛 アメリカ | Roman Song             | Quiz Song        |                  |
| 母 マックスビューティ 1984 鹿毛 日本    | 母の母フジタカレディ 1978 芦毛 日本                            | *バーバー Berber       | Princely Gift    | Princely Gift    |
| 母 マックスビューティ 1984 鹿毛 日本    | 母の母フジタカレディ 1978 芦毛 日本                            | *バーバー Berber       | Desert Girl      |                  |
| 母 マックスビューティ 1984 鹿毛 日本    | 母の母フジタカレディ 1978 芦毛 日本                            | フジタカジョウ         | *パーソロン      | *パーソロン      |
| 母 マックスビューティ 1984 鹿毛 日本    | 母の母フジタカレディ 1978 芦毛 日本                            | フジタカジョウ         | オートトップ     |                  |
| 母系(F-No.)                             | (FN:14-f)                                                      | (FN:14-f)              | (FN:14-f)        | [ § 3 ]          |
| 5代内の近親交配                         | Nasrullah 5×4･5                                                | Nasrullah 5×4･5        | Nasrullah 5×4･5  | [ § 4 ]          |
| 出典                                    | 1. 2. 3. 4.                                                    | 1. 2. 3. 4.            | 1. 2. 3. 4.      | 1. 2. 3. 4.      |

父リアルシャダイはアメリカ産で、フランスのドーヴィル大賞（G2）を勝つなど8戦2勝。引退後に日本で種牡馬入りし、1993年にはリーディングサイアーにもなった。産駒は菊花賞や天皇賞（春）を勝ったライスシャワーなど長距離レースを得意とした馬が多い。母の父としてもアドマイヤジュピタやイングランディーレなどの重賞勝ち馬を輩出している。

### 主な近親
母のマックスビューティは桜花賞と優駿牝馬（オークス）の2冠を獲得するなど、中央競馬で19戦10勝。
甥のマイネルアラバンサは名古屋記念など地方重賞4勝。
孫のココロノアイはチューリップ賞、アルテミスステークスの勝馬。